# بر مک‌کرری
بر مک‌کرری (انگلیسی: Bear McCreary؛ زادهٔ ۱۷ فوریهٔ ۱۹۷۹) یک موسیقی‌دان اهل ایالات متحده آمریکا است که از سال ۱۹۹۸ میلادی تاکنون مشغول فعالیت بوده‌است.. وی تباری ایرلندی-ارمنی دارد. از آثار او می‌توان به مجموعه تلویزیونی‌های مردگان متحرک و ارباب حلقه‌ها: حلقه‌های قدرت اشاره کرد و از آثار موسیقی او در بازی‌های ویدیویی می‌توان به ندای وظیفه: ونگارد خدای جنگ و خدای جنگ: رگناروک اشاره کرد.